# Tetecala
Tetecala é um município do estado de Morelos, no México.